# Eduardo Astengo
Eduardo Astengo (Lima , 15 de agosto de 1905 - Lima, 3 de dezembro de 1969) foi um futebolista peruano. Ele competiu na Copa do Mundo FIFA de 1930, sediada no Uruguai, na qual a seleção de seu país terminou na décima colocação dentre os treze participantes.